# Station Sulechów
Station Sulechów is een spoorwegstation in de Poolse plaats Sulechów.